# Bajna
Bajna è una suddivisione dell'India, classificata come nagar panchayat, di 7.031 abitanti, situata nel distretto di Mathura, nello stato federato dell'Uttar Pradesh. In base al numero di abitanti la città rientra nella classe V (da 5.000 a 9.999 persone).

## Geografia fisica
La città è situata a 27° 55' 12 N e 77° 41' 28 E.

## Società

### Evoluzione demografica
Al censimento del 2001 la popolazione di Bajna assommava a 7.031 persone, delle quali 3.771 maschi e 3.260 femmine. I bambini di età inferiore o uguale ai sei anni assommavano a 1.284, dei quali 692 maschi e 592 femmine. Infine, coloro che erano in grado di saper almeno leggere e scrivere erano 4.046, dei quali 2.615 maschi e 1.431 femmine.